# يارم قية وسط
يارم‌ قية وسط هي قرية في مقاطعة ماكو، إيران. يقدر عدد سكانها بـ 116 نسمة بحسب إحصاء 2016.